# Laboratoryjna diagnostyka sądowa
Laboratoryjna diagnostyka sądowa – jedna z dziedzin mających zastosowanie w diagnostyce laboratoryjnej, wykorzystująca metodologie stosowane w medycynie sądowej, kryminalistyce i kryminologii, w szczególności działów takich jak:
- biologia molekularna,
- genetyka umożliwiającą identyfikację genetyczną,
- biochemia,
- biofizyka,
- genetykę,
- mikroskopia świetlna, laserowa, konfokalna, transmisyjna, skaningowa, sił atomowych,
- antropologia,
- daktyloskopia,
- Balistyka,
- Biomechanika,
- Cheiloskopia,
- Entomologia,
- Entomologia,
- Fonoskopia,
- Fotografia,
- Grafologia,
- Geologia,
- Mechanoskopia,
- Osmologia,
- Palinologia,
- Traseologia,
- Termoskopia i inne.

Laboratoryjna diagnostyka sądowa wymieniona została po raz pierwszy jako dziedzina mająca zastosowanie w diagnostyce laboratoryjnej w Rozporządzeniu Ministra Zdrowia z dnia 1 kwietnia 2009 r. zmieniającym rozporządzenie w sprawie specjalizacji i uzyskiwania tytułu specjalisty przez diagnostów laboratoryjnych (Dz.U. z 2009 r. nr 62, poz. 516)